# Nictinastia
Nictinastia es la capacidad que tienen muchas plantas para que sus flores y hojas adopten distintas posiciones en relación con el día y la noche. Esta posición es reversible y responde a estímulos lumínicos, los cuales implican movimientos de las hojas, las cuales se encuentran extendidas durante el día y plegadas durante la noche. Las nictinastias han sido denominadas movimientos del sueño. Se ha postulado que ocurren para evitar pérdidas de calor cuando disminuye la radiación. Se da sobre todo en leguminosas tropicales, que sufren grandes oscilaciones térmicas.
Las especies nictinásticas poseen en la base de sus hojas el pulvínulo, responsable del movimiento. Este, de estructura circular y flexible, posee células extensoras responsables de la apertura foliar y células flexoras responsables del cierre foliar. Ambos tipos de células aumentan de tamaño al aumentar su turgencia, produciendo los respectivos cambios.
Los cambios de turgencia se deben a variaciones en el potencial osmótico debidas a movimientos iónicos, fundamentalmente de potasio además de cloro o malato. Se produce además actividad protón-ATPasa y modificaciones en las concentraciones de calcio intracelular.
El control nictinástico se da como respuesta a la luz roja y azul y constituye un ritmo circadiano en plantas.